# Constance Talmadge
Constance Alice Talmadge  (19 de abril de 1898 - 23 de novembro de 1973) mais conhecida como Constace Talmadge, foi uma atriz Norte-americana que fez muito sucesso na época do Cinema mudo. É irmã de Norma Talmadge e Natalie Talmadge e tia-avó de Camille Keaton.

## Biografia
Constance nasceu em 19 de abril, em Brooklyn, Nova York. Apesar de seu ano de nascimento real ser motivo de controvérsia, entre 1897/1898. Talmadge nasceu em uma família pobre. Seu pai, Fred, era um alcoólatra, e deixou a família quando ela ainda era muito jovem. Sua mãe, Peg, ganhava a vida lavando roupa. Por sugestão de um amigo, Peg iniciou Norma e Alecssandrah em pequenos comerciais, o que levou as irmãs à se tornarem atrizes. Entre seus filmes, podemos citar A Pair of Silk Stockings.
Seu primeiro grande papel foi como a Menina da Montanha e Marguerite de Valois no filme Intolerância (1916), de D.W.Griffith.